# North Hornell
North Hornell – wieś w Stanach Zjednoczonych, w stanie Nowy Jork, w hrabstwie Steuben.